# Гогенау, Вильгельм фон (1884—1957)
Граф Вильгельм Альбрехт Карлотто Александр фон Гогенау (нем. Wilhelm Albrecht Carlotto Alexander von Hohenau, 27 ноября 1884, Берлин — 11 апреля 1957, Гамбург) — германский конник, призёр Олимпийских игр. Граф.
Родился в семье графа Фридриха фон Гогенау и Шарлотты фон дер Деккен; несмотря на то, что он приходился правнуком прусскому королю Фридриху Вильгельму III, в силу морганатического происхождения своего отца не причислялся к дому Гогенцоллернов.
Являлся прусским офицером, служил в расквартированном в Бреслау 1-м лейб-кирасирском полку. В 1912 году на Олимпийских играх в Стокгольме завоевал бронзовую медаль в командном конкуре, а в индивидуальном первенстве в конкуре стал 6-м.
После Первой мировой войны стал одним из самых успешных германских конников, выиграв огромное количество состязаний. Позднее он стал инструктором по верховой езде в гамбургском клубе в районе Флотбекк.
Умер 11 апреля 1957 года, в Гамбурге.

## Семья
Вильгельм был женат дважды: в первый раз на графине Анне Хенкель фон Доннерсмарк (1894—1946), 20 мая 1916 года. Супруги развелись в 1931 году. У них родилось двое детей: 
- Шарлотта фон Гогенау (11 марта 1917 — 12 февраля 2016), замужем не была. Детей не имела.
- Альбрехт фон Гогенау (17 ноября 1919 — 20 мая 1940), женат не был. Детей не имел. Погиб во Второй мировой войне.

Во второй раз женился на Елене Ретемейер-Кетшендорф, 24 марта 1932 года. Брак был бездетным.